# Metrum anapestyczne
Metrum anapestyczne – wzorzec metryczny w wersyfikacji iloczasowej lub sylabotonicznej, w którym mocne (odpowiednio długie lub akcentowane) są wszystkie co trzecie sylaby schematu. W praktyce w wierszu sylabotonicznym występuje często dodatkowy, pozametryczny akcent na sylabie pierwszej. W wierszu polskim w anapestach występuje często hiperkataleksa, czyli dodatkowa sylaba nieakcentowana.
W wersyfikacji polskiej występują różne formaty wierszy anapestycznych:
- dwustopowiec anapestyczny akatalektyczny: ssSssS
- dwustopowiec anapestyczny hiperkatalektyczny: ssSssS(s)
- trójstopowiec anapestyczny akatalektyczny: ssSssSssS
- trójstopowiec anapestyczny hiperkatalektyczny: ssSssSssS(s)
- czterostopowiec anapestyczny akatalektyczny: ssSssSssSssS
- czterostopowiec anapestyczny hiperkatalektyczny: ssSssSssSssS(s)
- czterostopowiec anapestyczny wyraźnie dwudzielny[2] hiperkatalektyczny i w średniówce i w klauzuli: ssSssS(s)//ssSssS(s).

Jak już wspomniano, w polskich anapestach pierwsza stopa często bywa zastępowana amfimakrem (SsS):
- SsSssSssSssS(s)

Obecność anapestów w wersyfikacji polskiej kwestionowali niektórzy badacze jak Kazimierz Budzyk
Metrum anapestyczne wprowadził do literatury polskiej Adam Mickiewicz. Anapestyczna jest strofa mickiewiczowska: 14(7a+7a)/10b/14(7a+7a)/10b. Trójstopowego anapestu użył Juliusz Słowacki w wierszu Na sprowadzenie prochów Napoleona:
I wydarto go z ziemi — popiołem,
I wydarto go wierzbie płaczącej,
Gdzie sam leżał ze sławy aniołem,
Gdzie był sam, nie w purpurze błyszczącej,
Ale płaszczem żołnierskim spowity,
A na mieczu jak na krzyżu rozbity.
Tej samej miary użył w rapsodzie Bolesław Śmiały Stanisław Wyspiański:
A że proch mój złożono w Ossjaku,
gdzie w kamieniu kuł snycerz grobowiec,
na nim konia, że na tym rumaku
ja powrócę, tułaczy wędrowiec,
znów na czele rycernych orszaku;
gdym na błędny zestąpił manowiec,
kiedyś wrócę, duchem wyzwolony,
praw się mojej dopomnieć korony.
Cyprian Kamil Norwid anapestem skomponował wiersz Moja piosnka:
Źle, źle zawsze i wszędzie
Ta nić czarna się przędzie:
Ona za mną, przede mną i przy mnie,
Ona w każdym oddechu,
Ona w każdym uśmiechu,
Ona we łzie, w modlitwie i w hymnie...
Norwid zastosował sześciowersowy wariant strofy mickiewiczowskiej: 7a/7a/10b/7c/7c/10b.
Nie rozerwę, bo silna,
Może święta, choć mylna,
Może nie chcę rozerwać tej wstążki;
Ale wszędzie – o! wszędzie,
Gdzie ja będę, ta będzie:
Tu w otwarte zakłada się książki,
Dwudzielnego czterostopowca anapestycznego Kazimierz Przerwa-Tetmajer użył w wierszu Melodia mgieł nocnych (Nad Czarnym Stawem Gąsienicowym):
Cicho, cicho, nie budźmy śpiącej wody w kotlinie,
lekko z wiatrem pląsajmy po przestworów głębinie...
Okręcajmy się wstęgą naokoło księżyca,
co nam ciała przezrocze tęczą blasków nasyca,
i wchłaniajmy potoków szmer, co toną w jeziorze,
i limb szumy powiewne, i w smrekowym szept borze,
pijmy kwiatów woń rzeźwą, co na zboczach gór kwitną,
dźwięczne, barwne i wonne, w głąb wzlatujmy błękitną.
Tego samego wzorca Bolesław Leśmian użył w utworze Dąb.
Po anapest chętnie sięgał Bruno Jasieński:
Zmarnowałem podeszwy w całodziennych spieszeniach,
Teraz jestem słoneczny, siebiepewny i rad.
Idę młody, genialny, trzymam ręce w kieszeniach,
Stawiam kroki milowe, zamaszyste, jak świat.
Z anapestem eksperymentował, jako autor wierszy Ranyjulek i Zadymka Julian Tuwim. Omawiany wzorzec wykorzystywał też Lucjan Szenwald
Czystych, akatalektycznych anapestów w przekładach z antycznej greckiej dramaturgii Ajschylosa używał Stefan Srebrny. Srebrny stosował anapestyczne tetrapodie akatalektyczne (ssSssSssSssS).
Wzorzec anapestyczny jest najbardziej typowy dla wersyfikacji angielskiej, z której przybył do literatury polskiej.
William Cowper użył trójstopowego anapestu w wierszu The solitude of Alexander Selkirk:
I am monarch of all I survey;
My right there is none to dispute;
From the centre all round to the sea
I am lord of the fowl and the brute.
O Solitude! where are the charms
That sages have seen in thy face?
Better dwell in the midst of alarms,
Than reign in this horrible place.
George Gordon Byron napisał anapestem wiersz o zagładzie hufców Sennacheryba.
The Assyrian came down like the wolf on the fold,
And his cohorts were gleaming in purple and gold;
And the sheen of their spears was like stars on the sea,
When the blue wave rolls nightly on deep Galilee.
(The Destruction of Sennacherib)
Robert Browning zastosował pięciostopowe metrum anapestyczne w wierszu Saul:
Said Abner, “At last thou art come! Ere I tell, ere thou speak,—
Kiss my cheek, wish me well!” Then I wished it, and did kiss his cheek:
And he, “Since the king, O my friend, for thy countenance sent,
Nor drunken nor eaten have we; nor, until from his tent
Thou return with the joyful assurance the king liveth yet,
Shall our lip with the honey be brightened, the water be wet.
W twórczości Browninga anapestyczny jest również programowy wiersz Przedsmak.
For the journey is done and the summit attained,
And the barriers fall,
Though a battle's to fight ere the guerdon be gained,
The reward of it all.
(Prospice)
Największym anapestycznym osiągnięciem Browninga jest wiersz How they brought the good news form Ghent to Aix (Jak to oni ważną wieść przynieśli z Gandawy do Akwizgranu):
Not a word to each other; we kept the great pace
Neck by neck, stride by stride, never changing our place;
I turn’d in my saddle and made its girths tight,
Then shorten’d each stirrup, and set the pique right,
Rebuckled the cheek-strap, chain’d slacker the bit,
Nor gallop’d less steadily Roland a whit.
Browning raz jeszcze sięgnął po anapest w wierszu Summum bonum, stosując przy okazji bogatą aliterację:
All the breath and the bloom of the year in the bag of one bee
Prerafaelita Algernon Charles Swinburne zastosował anapestyczny pięciostopowiec w jednym z chórów dramatu Atalanta w Kalidonie:
The sweetness of spring in thine hair, and the light in thine eyes.
The light of the spring in thine eyes, and the sound in thine ears;
Yet thine heart shall wax heavy with sighs and thine eyelids with tears.
Wilt thou cover thine hair with gold, and with silver thy feet?
Hast thou taken the purple to fold thee, and made thy mouth sweet?
Behold, when thy face is made bare, he that loved thee shall hate;
Thy face shall be no more fair at the fall of thy fate.
For thy life shall fall as a leaf and be shed as the rain;
And the veil of thine head shall be grief: and the crown shall be pain.
Anapestem Lewis Carroll napisał poemat The hunting of the Snark:
"Just the place for a Snark!" the Bellman cried,
As he landed his crew with care;
Supporting each man on the top of the tide
By a finger entwined in his hair.
"Just the place for a Snark! I have said it twice:
That alone should encourage the crew.
Just the place for a Snark! I have said it thrice:
What I tell you three times is true."
Metrum anapestycznym są pisane limeryki:
There was a Young Person of Smyrna,
Whose Grandmother threatened to burn her;
But she seized on the cat,
And said, 'Granny, burn that!
You incongruous Old Woman of Smyrna!
Edward Lear, There was a Young Person of Smyrna
Cechą charakterystyczną angielskich anapestów jest częsty brak pierwszej, nieakcentowanej sylaby wzorca. Mówi się wtedy o wersie akefalicznym.
Rosyjski poeta Wasilij Żukowski użył anapestu w przekładzie ballady Walter Scott The eve of St. John:
До рассвета поднявшись, коня оседлал
Знаменитый Смальгольмский барон;
И без отдыха гнал, меж утесов и скал,
Он коня, торопясь в Бротерстон.
Не с могучим Боклю совокупно спешил
На военное дело барон;
Не в кровавом бою переведаться мнил
За Шотландию с Англией он;
Strofy Żukowskiego modelowo realizują metrum:
ssSssSssSssS
ssSssSssS
ssSssSssSssS
ssSssSssS
Anapestu używał też Andriej Bieły:
Снеговая блистает роса:
Налила серебра на луга;
Жемчугами дрожат берега;
В светлоглазых алмазах роса.

Мы с тобой — над волной голубой,
Над волной — берегов перебой;
И червонное солнца кольцо:
И — твоё огневое лицо.